# Nancy Katherine Hayles
Nancy Katherine Hayles   (Saint Louis, 16 de desembre de 1943) és una crítica literària postmoderna estatunidenca, coneguda per la seva contribució als camps de la literatura i la ciència, la literatura electrònica i la literatura nord-americana. És professora emèrita James B. Duke distingida de literatura, al Trinity College of Arts & Sciences de la Universitat de Duke. És una de les autores més rellevants en l’estudi del posthumanisme. La seva proposta posa la materialitat i la cognició al centre i critica la concepció de l’humà com a subjecte autònom i independent. En l’era de la intel·ligència artificial, les seves idees ens menen a una nova visió de l’evolució humana.

## Biografia
Hayles va néixer a Saint Louis, Missouri, filla d'Edward i Thelma Bruns. Va rebre el seu B.S. en química del Rochester Institute of Technology el 1966, i el seu M.S. en química de l'Institut Tecnològic de Califòrnia el 1969. Va treballar com a química investigadora el 1966 a Xerox Corporation i com a consultora de recerca química a la Beckman Instrument Company de 1968 a 1970. Aleshores, Hayles va canviar de camp i va rebre el seu màster en literatura anglesa a la Universitat de Michigan el 1970, i el seu doctorat en literatura anglesa per la Universitat de Rochester el 1977. Treballa com a crítica social i literària.
La seva recerca se centra principalment en les "relacions entre la ciència, la literatura i la tecnologia. Hayles ha impartit classes a UCLA, Universitat d'Iowa, Universitat de Missouri, l'Institut Tecnològic de Califòrnia i el Dartmouth College. Va ser la directora de la Facultat de l'Electronic Literature Organization del 2001 al 2006.
Del 2008 al 2018, va ser professora d'anglès i literatura a la Universitat de Duke. A partir de 2018, Hayles va ser el professora distingit James B. Duke emèrita de literatura al Trinity College of Arts & Sciences de la Universitat de Duke.